# Declarația Unilaterală de Independență a Rhodesiei
Declarația unilaterală de independență a fost un act adoptat de către cabinetul Rhodesiei pe 11 noiembrie 1965 prin care se anunța că Rhodesia, teritoriu britanic din sudul Africii care s-a autoguvernat începând din 1923, se autoproclamă stat suveran și independent. Punct culminant al disputei de lungă durată dintre guvernul britanic și cel rhodesian cu privire la condițiile în baza cărora cel din urmă avea să devină independent, teritoriul a reprezentat prima colonie care s-a rupt unilateral de Marea Britanie de la declarația de independență a Statelor Unite în 1776. Marea Britanie, Comunitatea Națiunilor și Organizația Națiunilor Unite au considerat declarația ilegală și sancțiuni economice au fost impuse. În contextul unei izolări aproape integrale la nivel internațional, Rhodesia a continuat să fie sprijinită de Africa de Sud și Portugalia.
Guvernul rhodesian, format în mare parte din membrii comunității minoritare albe, s-a revoltat într-o perioadă în care guvernul Marii Britanii promova o politică de decolonizare intitulată „Vântul Schimbării”. De asemenea, aceștia erau indignați de faptul că unele colonii africane din nordul continentului își primeau independența, deși nu aveau experiența autoguvernării, iar Rhodesiei îi era refuzată în baza noii legi „fără independență înainte de adoptarea principiului majorității”. Majoritatea albilor rhodesieni considerau că după patru decenii de autoguvernare și-au câștigat dreptul la independență, iar decizia guvernului britanic de a nu acorda acest statut a fost interpretată ca trădare. Această stare de fapt și reticența guvernului de a transfera puterea în mâinile rhodesienilor de culoare de frica tensiunilor rasiale și de repetarea situație din Congo a creat o situație care să justifice declarația unilaterală.
Discuțiile dintre prim-ministrul britanic și cel rhodesian, Harold Wilson și Ian Smith, a ajuns într-un impas între 1964 și 1965. Disputa se concentra în jurul ideii că condițiile independenței trebuiau să convină „întregului popor”. Smith considera că această condiție a fost îndeplinită în timp ce Marea Britanie și liderii rhodesienilor de culoare. După ce Wilson a propus spre finalul lunii octombrie 1965 că Marea Britanie ar putea să protejeze viitorii reprezentanți ai africanilor din parlamentul rhodesian prin retragerea unor puteri deținute de guvernul colonial, Smith și cabinetul său au declarat independența. Considerând declarația un act de trădare, guvernatorul colonial, Humphrey Gibbs, i-a revocat pe Smith și guvernul său, însă aceștia din urmă nu i-au mai recunoscut autoritatea, numind pe altcineva în locul său.
Deși nicio țară nu a recunoscut declarația, Înalta Curte a decis că guvernul post-DUI este legal și de jure în 1968. Administrația Smith și-a profesat inițial loialitatea față de regina Elisabeta a II-a, însă a renunțat în 1970 când țara a devenit republică într-o încercare eșuată de câștiga recunoaștere la nivel internațional. În urma unui războiul civil care a ținut 15 ani, un conflict între guvern și două grupuri rivale de gherile sprijinite de comuniști, Smith a fost nevoit să semneze un Tratat Intern cu naționaliștii de culoare în 1978. Conform condițiilor stipulate, țara trecea sub conducerea africanilor și își schimba denumirea în Zimbabwe Rhodesia (iunie 1979). Tratatul a fost însă respins de gherile și comunitatea internațională. Conflictul a continuat până când țara și-a retras constituția ca urmare a Acordului de la Casa Lancaster în decembrie 1979. După o scurtă perioadă sub conducerea britanicilor, țării i-a fost recunoscută la nivel internațional independența sub numele de Zimbabwe în 1980.